# Урге (Рапламаа)

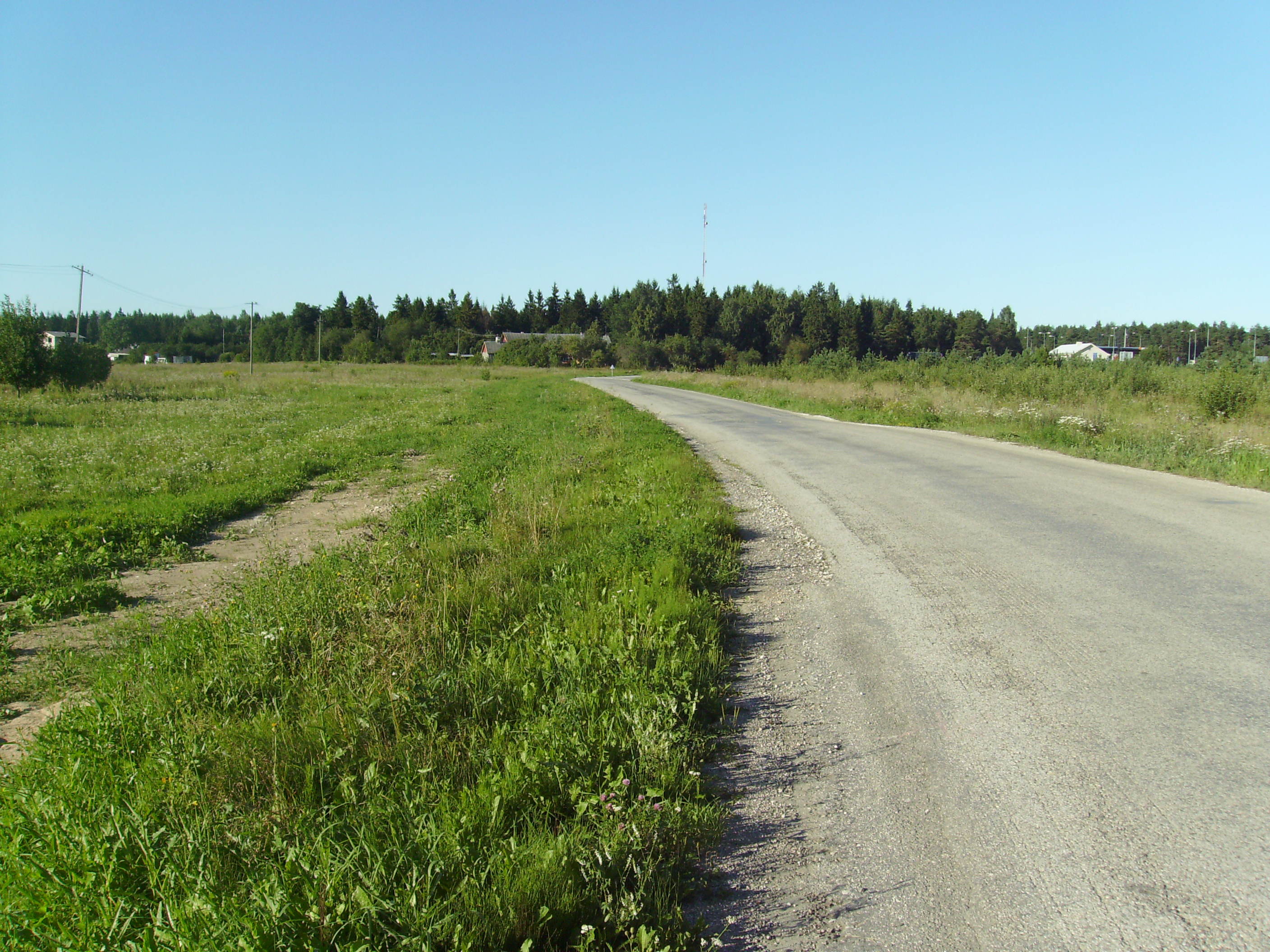
Дорога в деревне Урге

У́рге (эст. Urge) — деревня в волости Кохила уезда Рапламаа, Эстония. 

## География и описание
Расположена у Вильяндиского шоссе, в 2,5 километрах к северо-востоку от волостного центра — посёлка Кохила, и в 21 километре к северу от уездного центра — города Рапла. Высота над уровнем моря — 70 метров.
Официальный язык — эстонский. Почтовый индекс — 79743.

## Население
По данным переписи населения 2011 года, в деревне проживали 179 человек, из них 160 (89,4 %) — эстонцы.
По данным переписи населения 2021 года, в деревне насчитывалось 232 жителя, из них 205 (88,7 %) — эстонцы.
Численность населения деревни Урге по данным переписей населения:
| Год  | 1959 | 1970  | 1979 | 1989 | 2000 | 2011  | 2021  |
| ---- | ---- | ----- | ---- | ---- | ---- | ----- | ----- |
| Чел. | 141  | ↘ 112 | ↘ 91 | ↘ 59 | ↗ 62 | ↗ 179 | ↗ 232 |

## История
В письменных источниках 1524 года упоминается Hurkul, 1612 году — Urke (хутор), 1798 года — Urge (деревня).
У дороги, ведущей в деревню Тухала, на перекрёстке, находится памятный камень в честь первой Кохилаской школы.
На востоке деревни ха несколько последних десятилетий сформировался посёлок Приллимяэ.